# Myrmecomimesis
Myrmecomimesis (лат.) — род ос-блестянок из подсемейства Amiseginae. Около 10 видов.

## Распространение
Австралия.

## Описание
Мелкие осы-блестянки. Большинство видов чёрные с красными и жёлтыми отметинами (один вид iridescens золотисто-зеленовато-голубой). Мезоплеврон без бороздок. Пронотум выпуклый, у самцов примерно равен длине скутуму, а у самок в 2 раза длиннее скутума. Метанотум примерно равен по длине скутеллюму. Затылочный киль развит, щёчные бороздки заметные. Проподеум самок угловатый с мелкими зубчиками. Самцы крылатые; самки бескрылые. Коготки лапок зубчатые. Паразитоиды палочников, выведены из яиц Didymuria, Podacanthus и Ctenomorpha.

## Систематика
Около 10 видов.
- Myrmecomimesis bimaculatus (Kieffer, 1907) (Promesitius) — Австралия (Квинсленд)
- Myrmecomimesis bispinosus (Riek, 1955) (Cresmophaga) — Австралия (Новый Южный Уэльс)
- Myrmecomimesis flavicollis (Kieffer, 1905) (Promesitius) — Австралия (Квинсленд)
- Myrmecomimesis nigricans (Walker, 1866) (Myrmecopsis) — Австралия (Квинсленд)
- Myrmecomimesis nigripedicel (Riek, 1955) (Ootheres) — Австралия (Новый Южный Уэльс)
- Myrmecomimesis nigrithorax (Riek, 1955) (Ootheres) — Австралия (Новый Южный Уэльс)
- Myrmecomimesis punctaticeps (Kieffer, 1907) (Promesitius) — Австралия (Квинсленд)
- Myrmecomimesis rubrifemur (Riek, 1955) (Cresmophaga) — Австралия (Новый Южный Уэльс)
- Myrmecomimesis rugosinotus (Riek, 1955) (Cresmophaga) — Австралия (Квинсленд)
- Myrmecomimesis semiglabrus (Riek, 1955) (Cresmophaga) — Австралия (Новый Южный Уэльс)
- Myrmecomimesis striatus (Riek, 1955) (Cresmophaga) — Австралия (Квинсленд)